# Universidade Gallaudet
A Universidade Gallaudet (em inglês:  Gallaudet University) é a única universidade do mundo cujos programas são desenvolvidos para pessoas surdas. Está localizada em Washington, D.C., a capital dos Estados Unidos. É uma instituição privada, que conta com o apoio direto do Congresso desse país. A primeira língua oficial de Gallaudet é a American Sign Language (ASL), a língua de sinais dos Estados Unidos (o inglês é a segunda). Nessa língua se comunicam entre si empregados, estudantes e professores, e se ditam a maioria dos cursos. Ainda que se conceda prioridade aos estudantes surdos, a universidade admite, também, um pequeno número de pessoas ouvintes a cada semestre. A estas se exige o domínio da ASL como requisito para permanecer na instituição.
O local foi designado, em 15 de outubro de 1966, um edifício do Registro Nacional de Lugares Históricos bem como, em 21 de dezembro de 1965, um Marco Histórico Nacional. Em 10 de setembro de 1974, as fronteiras do registro foram incrementadas.

## Origem da instituição
O campus principal da universidade, localizado próximo ao centro administrativo da cidade, foi doado em 1856 por Amos Kendall, um político rico que queria fundar ali um internato para crianças surdas e cegas. A instituição, que foi inaugurada em 1857, foi chamada Columbia Institution for the Instruction of the Deaf and Dumb and Blind. Para dirigí-la foi escolhido Edward Miner Gallaudet, o filho mais novo de Thomas Hopkins Gallaudet, quem havia fundado e coordenado por muitos anos a primeira escola para surdos dos Estados Unidos.
Sete anos mais tarde, em 1864, o Congresso do país autorizou a escola a conferir títulos universitários. A matrícula de estudantes nesse programa era, então, de oito pessoas. Em 1954, outra decisão do Congresso mudou o nome da instituição para Gallaudet College, para honrar a memória do fundador da educação para surdos nesse país, Thomas Hopkins gallaudet. Em 1986, foi reconhecido o processo acadêmico alcançado pela instituição ao declará-la Gallaudet University. A matrícula atual da universidade gira em torno de 2000 estudantes (dos quais cerca de 25% cursam programas de pós-graduação).
A Universidade Gallaudet oferece, hoje, educação para surdos em todos os níveis (desde a escola primária até o doutorado). Há cerca de 40 carreiras distintas, em praticamente todas as áres de conhecimento. Em alguns campos de investigação, tais como lingüística e ensino das línguas dos sinais, esta universidade tem uma reconhecida liderança mundial.

## O acesso em Gallaudet por parte das pessoas surdas
A instituição que hoje conhecemos como Universidade Gallaudet esteve regida, desde sua origem, por pessoas ouvintes. Somente em 1988 tiveram os surdos oportunidade de ver eleito um deles à reitoria da instituição. Foi o resultado de uma vistosa série de protestos nas ruas de toda a comunidade universitária, conhecidos como Deaf President Now (Reitor surdo já!). Como resultado desse movimento foi eleita uma pessoa surda para o cargo de reitor (Dr. I. King Jordan), e se iniciou um processo de reforma administrativa para que ao menos 51% dos cargos de direção da universidade fossem ocupados por surdos.
Pouco depois do sucesso dos protestos, a Universidade Gallaudet organizou um congresso mundial sobre os surdos, chamado Deaf Away (o estilo surdo), que congregou milhares de pessoas surdas do mundo inteiro, e que simbolizava o início de uma consciência acerca da existência das línguas de sinais e da cultura surda, e do chamado destas à se organizarem para reclamar os direitos essenciais. No ano de 2002 foi celebrado ali mesmo o segundo Deaf Away, que reuniu mais de 10 000 participantes de 120 países distintos.
A Universidade Gallaudet é, para os surdos de todo o mundo, um símbolo na luta para que suas línguas e culturas sejam reconhecidas [carece de fontes?].